# Interpolazione (filologia)
In filologia per interpolazione si intende l'operazione con cui si inseriscono in un testo precedente parole o passi non autentici, senza apporre alcun segno o riferimento che valga a farli distinguere; ciò avviene solitamente per chiarire o completare un passaggio, ma il risultato è un'alterazione del senso e della forma tràditi dall'antigrafo. L'operazione può anche riguardare documenti pervenutici incompleti o già precedentemente alterati. Nelle edizioni critiche, le interpolazioni individuate sono segnalate dal segno critico obelos.